# Andy Ogle
Andrew Richard Ogle é um lutador Inglês de Artes marciais mistas, atualmente compete no Peso Pena. Profissional desde 2009, Ogle ficou conhecido for lutar em diversas promoções inglesas. Ogle competiu no The Ultimate Fighter: Live.

## Carreira no MMA
Em 2008 Ogle começou sua carreira amadora, após cinco vitórias consecutivas, Ogle amargou uma derrota pro Nocaute Técnico na sua última luta no amador. Com o recorde de 5-1 no amador, Ogle tornou-se profissional em 2009. Sua estréia profissional foi em 18 de Outubro de 2009 contra Graham Armstrong, que também faria sua estréia profissional. Ogle dominou a luta nos três rounds, venceu por Decisão Unânime. Um mês depois, na sua segunda luta, Ogle perdeu para Bobby McVittie por Finalização no primeiro round. Após a derrota, Ogle acumulou três vitórias seguidas por Finalização, todas com um mata leão, duas delas sendo no primeiro round.
Ogle venceu mais três lutas, acumulando o recorde de 7-1 antes de enfrentar Shay Walsh, até então invicto e considerado um prospecto Inglês na divisão dos Penas. Ogle venceu Walsh por Decisão Unânime.

### The Ultimate Fighter
Em Fevereiro de 2012, foi revelado que Ogle foi selecionado para participar do The Ultimate Fighter: Live. Ogle derrotou Brendan Weafer por Decisão Unânime e garantiu sua vaga na casa do Ultimate Fighter, e tornou-se oficialmente um membro do TUF.
Ogle foi o sétimo escolhido para o time de Urijah Faber. Nas quartas-de-final, Ogle foi selecionado para enfrentar o membro da Equipe Cruz, Mike Rio. Ogle derrotou Rio por Finalização no segundo round.
Nas semi-finais, Ogle foi selecionado para enfrentar seu companheiro de equipe, Al Iaquinta. Ogle perdeu por Nocaute Técnico no primeiro round.

### Ultimate Fighting Championship
Mesmo não vencendo o reality, o presidente do UFC Dana White decidiu contratar os dezesseis lutadores da casa com um contrato do UFC. Ogle era esperado para lutar no The Ultimate Fighter 15 Finale em 1 de Junho de 2012. Porém, não pode lutar devido à suspensão médica recebida após ser nocauteado por Al Iaquinta.
Ogle fez sua estréia no UFC contra Akira Corassani por Decisão Dividida em 29 de Setembro de 2012 no UFC on Fuel TV: Struve vs. Miocic.
Ogle enfrentou Josh Grispi em 16 de Fevereiro de 2013 no UFC on Fuel TV: Barão vs. McDonald, e venceu por Decisão Unânime.
Ogle era esperado para enfrentar Conor McGregor em 17 de Agosto de 2013 no UFC Fight Night: Shogun vs. Sonnen, porém uma lesão o tirou do evento e ele foi substituído por Max Holloway.
Ogle teve sua segunda derrota no UFC para Cole Miller em 26 de Outubro de 2013 no UFC Fight Night: Machida vs. Muñoz por Decisão Unânime.
Ogle enfrentou Charles Oliveira em 15 de Fevereiro de 2014 no UFC Fight Night: Machida vs. Mousasi. Ele perdeu por finalização no terceiro round.
Ogle enfrentou Maximo Blanco em 31 de Maio de 2014 no UFC Fight Night: Muñoz vs. Mousasi. Em uma ótima luta e equilibrada, ele perdeu por Decisão Unânime.
Ele enfrentou o estreante no UFC Makwan Amirkhani em 24 de Janeiro de 2015 no UFC on Fox: Gustafsson vs. Johnson. Ogle foi derrotado por Nocaute Técnico em apenas 8 segundos de luta.
Ogle confirmou através de sua conta oficial no Twitter que foi demitido do UFC em 17 de fevereiro de 2015, após as quatro derrotas seguidas.

## Cartel no MMA
| Cartel no MMA   |            |            |
| 15 lutas        | 9 vitórias | 6 derrotas |
| Por nocaute     | 2          | 1          |
| Por finalização | 3          | 2          |
| Por decisão     | 4          | 3          |

| Res.    | Cartel | Oponente         | Método                                     | Evento                               | Data       | Round | Tempo | Local                          | Notas             |
| ------- | ------ | ---------------- | ------------------------------------------ | ------------------------------------ | ---------- | ----- | ----- | ------------------------------ | ----------------- |
| Derrota | 9-6    | Makwan Amirkhani | Nocaute Técnico (joelhada voadora e socos) | UFC on Fox: Gustafsson vs. Johnson   | 24/01/2015 | 1     | 0:08  | Estocolmo                      |                   |
| Derrota | 9-5    | Maximo Blanco    | Decisão (unânime)                          | UFC Fight Night: Muñoz vs. Mousasi   | 31/05/2014 | 3     | 5:00  | Berlim                         |                   |
| Derrota | 9-4    | Charles Oliveira | Finalização (triângulo)                    | UFC Fight Night: Machida vs. Mousasi | 15/02/2014 | 3     | 2:40  | Jaraguá do Sul, Santa Catarina |                   |
| Derrota | 9-3    | Cole Miller      | Decisão (unânime)                          | UFC Fight Night: Machida vs. Muñoz   | 26/10/2013 | 3     | 5:00  | Manchester                     |                   |
| Vitória | 9-2    | Josh Grispi      | Decisão (unânime)                          | UFC on Fuel TV: Barão vs. McDonald   | 16/02/2013 | 3     | 5:00  | Londres                        |                   |
| Derrota | 8–2    | Akira Corassani  | Decisão (dividida)                         | UFC on Fuel TV: Struve vs. Miocic    | 29/09/2012 | 3     | 5:00  | Nottingham, East Midlands      | Luta no Peso Pena |
| Vitória | 8–1    | Shay Walsh       | Decisão (unânime)                          | Olympian MMA 12                      | 12/11/2011 | 3     | 5:00  | Liverpool, Merseyside          |                   |
| Vitória | 7–1    | Antanas Jazbutis | Nocaute Técnico (socos)                    | Supremacy Fight Challenge 3          | 27/08/2011 | 3     | 3:08  | Gateshead, Tyne and Wear       |                   |
| Vitória | 6–1    | Stewart Gillham  | Nocaute Técnico (socos)                    | Supremacy Fight Challenge 2          | 29/05/2011 | 2     | 2:29  | Gateshead, Tyne and Wear       |                   |
| Vitória | 5–1    | Jay Furness      | Decisão (unânime)                          | Supremacy Fight Challenge 1          | 27/02/2011 | 3     | 5:00  | Gateshead, Tyne and Wear       |                   |
| Vitória | 4–1    | Phil Flynn       | Finalização (mata leão)                    | Knuckle Up MMA 8                     | 04/09/2010 | 2     | 1:54  | Bolton, Greater Manchester     |                   |
| Vitória | 3–1    | Matt Eynon       | Finalização (mata leão)                    | Strike and Submit 15                 | 15/08/2010 | 1     | N/A   | Gateshead, Tyne and Wear       |                   |
| Vitória | 2–1    | Nigel Wright     | Finalização (mata leão)                    | Strike and Submit 14                 | 30/05/2010 | 1     | 1:31  | Gateshead, Tyne and Wear       |                   |
| Derrota | 1–1    | Bobby McVittie   | Finalização (triângulo)                    | Absolute Combat 2                    | 28/11/2009 | 1     | 1:33  | Edinburgh, Midlothian          |                   |
| Vitória | 1–0    | Graham Armstrong | Decisão (unânime)                          | Cage Kombat 11                       | 18/10/2009 | 3     | 5:00  | Edinburgh, Midlothian          |                   |